# Рекс Вільямс
Ре́кс Ві́льямс (англ. Rex Williams; нар.20 липня 1933) - англійський колишній професіональний гравець в снукер та англійський більярд. Є семиразовим чемпіоном світу з англійського більярду і дворазовим фіналістом чемпіонату світу зі снукеру.

## Кар'єра

### Рання кар'єра
Рекс був відмінним юніором як в снукері, так і в більярді. У віці 15 років він став чемпіоном Англії «Under-16» в обох іграх, а на наступний рік повторив цей успіх. Він двічі (1949 і 1950 рр.) був переможцем національної першості серед гравців молодше 19 років, а в 1950-му завоював це звання в снукері. Останньою перемогою Вільямса як непрофесіонала став виграш чемпіонату Англії зі снукеру серед любителів, причому цей титул він узяв всього в 17 років. А на наступний рік Рекс перейшов у професіонали. На жаль, його найкраща гра проходила за часів занепаду обох видів більярду, і він був одним з невеликої кількості професіоналів, які грали виставкові турніри заради заробітків.

### Професійна кар'єра
Вільямс почав виступати на чемпіонаті світу зі снукеру з 1952 року і, як не дивно, п'ять разів поспіль програвав у першому раунді. Потім першості перестали проводитись, і лише коли за допомогою самого Рекса у 1964 турнір відродився у форматі "челлендж", його справи пішли в гору. Він посідав друге місце на чемпіонаті в 1964 і 1965 роках, однак в обох випадках Джон Пульман був сильнішим за нього.
Рекс Вільямс став другим снукеристом після Джо Девіса, якому вдавалося зробити максимальний брейк. Сталося це на показовому матчі в Кейптауні, у грудні 1966 року.
В 1968-м Рекс був відповідальним за відродження всесвітньої асоціації більярду. Він повернув її, перейменувавши в World Professional Billiards & Snooker Association (WPBSA), і, як результат, через деякий час повернувся і чемпіонат світу з англійської більярду. Тепер він проводився, як і ЧС зі снукеру, за системою матчів на вибування.
Талант Рекса Вільямса більше відчувався саме в англійському більярді, тому він і перемагав на першості світу цілих сім разів. Але він продовжував грати і в снукер, і у 1986 році Рекс став найстарішим фіналістом рейтингового турніру, коли програв Джиммі Вайту у фіналі Rothmans Grand Prix . Але йому ж належить і один з антирекордів: англієць 8 разів поспіль поступався своїм суперникам у першому колі снукерного чемпіонату світу.
Вільямс був зацікавлений у справах адміністрації WPBSA і тому був її головою з 1968 по 1987, а потім з 1997 по 1999. У 1980-х роках він також коментував матчі на каналах BBC та ITV.

## Досягнення в кар'єрі
- Чемпіонат світу з англійського більярду переможець - 1968, 1971, 1973-1974, 1976, 1982-1983
- Чемпіонат світу з англійського більярду фіналіст - 1980 (двічі)
- Чемпіонат світу зі снукеру фіналіст - 1964, 1965
- Чемпіонат Великої Британії з англійського більярду переможець - 1979, 1983
- Rothmans Grand Prix фіналіст - 1986